# Zhong Honglian
Zhong Honglian (kinesiska: 钟红莲), född den 27 oktober 1967, är en kinesisk fotbollsspelare. Vid fotbollsturneringen under OS 1996 i Atlanta deltog hon i det kinesiska lag som tog silver.